# Белянка фауста
Белянка фауста или мадаис розоватая (Colotis fausta) — дневная бабочка из семейства белянок. Латинское видовое название дано в честь Фауста.

## Описание
Длина переднего крыла 19—21 мм. Окраска основного фона крыльев желтовато-розовая. Вершина переднего крыла почти до внутреннего угла имеет черный цвет с двумя рядами светлых фоновых пятен. В конце срединной ячейки находится черная точка. На задних крыльях находятся чёрные пятна на концах жилок. Самец имеет более розоватую окраску, а самка более желтая и с более развитым крыловым рисунком.

## Ареал и местообитание
Туркменистан, Израиль, Сирия, Турция, Иран, Афганистан, Индия, Аравия, Чад, Сомали, Египет.
Населяет различные биотопы в пустынной зоне, встречаясь как в аридных, так и неаридных биотопах на равнине с пустынной травянистой растительностью, местами в антропогенных освоенных землях, в предгорных и низкогорных местностях. В Туркмении обитает в предгорной и полупустынной полосе у подножия Копетдага. В Иране встречается около горы Мешхед на высоте 800 м над ур. м. в долине с ксерофильной растительностью и отчасти с посевами различных культур, в горах поднимается на высоты до 2000—2200 м над ур. м. В Ираке заходит в низкогорья на высоты до 1600 м.

## Подвиды
- - Colotis fausta fausta (Малая Азия, Туркменистан, Израиль, Сирия, Турция, Иран, Афганистан, Индия, Аравийский полуостров, Чад , ОАЭ)
  - Colotis fausta faustina (C. & R. Felder, [1865]) (Центральная Индия)
  - Colotis fausta fulvia (Wallace, 1867) (Южная Индия, Шири Ланка )
  - Colotis fausta mijurteina Carpenter, 1951 (Северный Сомали)
  - Colotis fausta vi (Swinhoe, 1884) (Аравийский полуостров)

## Биология
В год развивается несколько поколений. В Туркменистане встречается только осенью — во второй половине сентября и в октябре, очевидно, после залётов бабочек предыдущего поколения из южных районов Ирана. В южных районах Ирана и Афганистана летает в июне, июле, а также осенью и развивается в нескольких поколениях. Гусеницы питаются на каперсах, включая Capparis spinosa. Окукливаются на стеблях кормового растения.